# 加藤大智
加藤 大智（かとう たいち、1997年4月14日 - ）は、愛知県一宮市出身の元プロサッカー選手。ポジションはゴールキーパー（GK）。

## 来歴
名古屋グランパスのアカデミー出身。進学した明治大学では、4年次に関東大学リーグ1部、総理大臣杯全日本大学トーナメント、インカレの3冠を達成した。また、同年の天皇杯2回戦の川崎フロンターレ戦では、好セーブを連発する活躍を見せたが、チームは敗退した。
2020年、愛媛FCに加入。J2第17節・東京ヴェルディ戦にて公式戦初出場を果たしたが、その後は出番に恵まれずリーグ戦4試合の出場にとどまった。
2021年4月1日、一森純の怪我でGK不足となっていたJ1・ガンバ大阪に期限付き移籍。第2GKの座を石川慧と争ったが、この年の公式戦出場は無かった。
2022年よりガンバ大阪に完全移籍。さらに背番号を31から21に変更。2月23日、ルヴァンカップ予選リーグ第1節のセレッソ大阪戦で先発に抜擢され、加入後公式戦初出場を果たした。5月29日、第16節のサガン鳥栖戦でJ1初出場を果たした。
11月11日、ガンバ大阪は契約期間の満了と契約更新をしないことを発表。同年11月28日、カンセキスタジアムとちぎで行われたJリーグ合同トライアウトに出場した。
2023年2月28日、2022シーズンをもって現役を引退し、3月1日より古巣名古屋グランパスのサッカースクールコーチに就任することが発表された。

## 所属クラブ
- 一宮FC
- 名古屋グランパスU15
- 名古屋グランパスエイトU18（東海学園高等学校[10]）
- 明治大学
- 2020年 - 2021年  愛媛FC
  - 2021年4月 - 同年12月  ガンバ大阪（期限付き移籍）
- 2022年  ガンバ大阪

## 個人成績
| 国内大会個人成績 | 国内大会個人成績 | 国内大会個人成績 | 国内大会個人成績 | 国内大会個人成績 | 国内大会個人成績 | 国内大会個人成績 | 国内大会個人成績 | 国内大会個人成績 | 国内大会個人成績 | 国内大会個人成績 | 国内大会個人成績 |
| 年度             | クラブ           | 背番号           | リーグ           | リーグ戦         | リーグ戦         | リーグ杯         | リーグ杯         | オープン杯       | オープン杯       | 期間通算         | 期間通算         |
| 年度             | クラブ           | 背番号           | リーグ           | 出場             | 得点             | 出場             | 得点             | 出場             | 得点             | 出場             | 得点             |
| 日本             | 日本             | 日本             | 日本             | リーグ戦         | リーグ戦         | リーグ杯         | リーグ杯         | 天皇杯           | 天皇杯           | 期間通算         | 期間通算         |
| ---------------- | ---------------- | ---------------- | ---------------- | ---------------- | ---------------- | ---------------- | ---------------- | ---------------- | ---------------- | ---------------- | ---------------- |
| 2019             | 明大             | 21               | -                | -                | -                | -                | -                | 2                | 0                | 2                | 0                |
| 2020             | 愛媛             | 21               | J2               | 4                | 0                | -                | -                | 0                | 0                | 4                | 0                |
| 2021             | 愛媛             | 21               | J2               | 0                | 0                | -                | -                | -                | -                | 0                | 0                |
| 2021             | G大阪            | 31               | J1               | 0                | 0                | 0                | 0                | 0                | 0                | 0                | 0                |
| 2022             | G大阪            | 21               | J1               | 1                | 0                | 2                | 0                | 2                | 0                | 5                | 0                |
| 通算             | 日本             | 日本             | J1               | 1                | 0                | 2                | 0                | 2                | 0                | 5                | 0                |
| 通算             | 日本             | 日本             | J2               | 4                | 0                | -                | -                | 0                | 0                | 4                | 0                |
| 通算             | 日本             | 日本             | 他               | -                | -                | -                | -                | 2                | 0                | 2                | 0                |
| 総通算           | 総通算           | 総通算           | 総通算           | 5                | 0                | 2                | 0                | 4                | 0                | 11               | 0                |

- Jリーグ初出場 - 2020年9月5日 J2第17節 vs東京ヴェルディ（味の素スタジアム）

## タイトル

### クラブ
明治大学
- 全日本大学サッカー選手権大会：1回（2019年）
- 関東大学サッカーリーグ戦1部：2回（2016年、2019年）
- 総理大臣杯全日本大学サッカートーナメント：3回（2016年、2018年、2019年）
- アミノバイタルカップ：1回（2019年）
- 東京都サッカートーナメント：1回（2019年）